# Nımet
Nımet – nieukończona turecka kanonierka torpedowa z końca XIX wieku, jedna z dwóch zamówionych w Niemczech jednostek typu Peleng-i Derya. Okręt został zwodowany 30 stycznia 1890 roku w stoczni Germaniawerft w Kilonii, a następnie w sekcjach przetransportowany do Stambułu. Z powodu wstrzymania finansowania przez władze Imperium Osmańskiego budowa jednostki została wstrzymana w 1893 roku. Kadłub okrętu został złomowany w 1909 roku.

## Projekt i budowa
W 1887 roku Imperium Osmańskie zamówiło w Niemczech dwie kanonierki torpedowe typu Peleng-i Derya. Druga jednostka – „Nımet” – zbudowana została w stoczni Germaniawerft w Kilonii . Stępkę okrętu położono w 1889 roku, a zwodowany został 30 stycznia 1890 roku. Nazwa jednostki oznaczała błogosławieństwo.
Po wodowaniu jednostkę rozebrano i w sekcjach przetransportowano do Stambułu .

## Dane taktyczno-techniczne
Okręt był kanonierką torpedową z kadłubem wykonanym ze stali. Długość całkowita wynosiła 75,5 metra (72 metry między pionami), szerokość 8,5 metra i zanurzenie 2,9 metra . Wyporność normalna wynosiła 755 ton, a pełna 900 ton . Napęd jednostki stanowiły dwie pionowe maszyny parowe potrójnego rozprężania Germania o łącznej mocy 4700 KM, do których parę dostarczały cztery kotły lokomotywowe (także produkcji Germanii) . Prędkość maksymalna napędzanego dwoma śrubami okrętu miała wynosić 18 węzłów . Okręt miał zabierać zapas 175 ton węgla .
Na uzbrojenie artyleryjskie jednostki miały się składać dwa pojedyncze działa kalibru 105 mm SK C/91 L/35 Kruppa oraz sześć pojedynczych dział kalibru 47 mm SK C/91 L/40 Kruppa . Broń torpedową miały stanowić trzy pojedyncze wyrzutnie kalibru 356 mm, w tym jedna stała na dziobie .
Załoga okrętu miała się składać z 9 oficerów, 11 podoficerów i 60 marynarzy .

## Losy jednostki
Z powodu wstrzymania finansowania przez władze Imperium Osmańskiego kontrakt z niemiecką stocznią został rozwiązany w 1892 roku; budowa „Nımeta” została wstrzymana w 1893 roku, w związku z czym nie wszedł on nigdy w skład marynarki wojennej . Kadłub okrętu został rozebrany i złomowany w 1909 roku .